# 喜遇

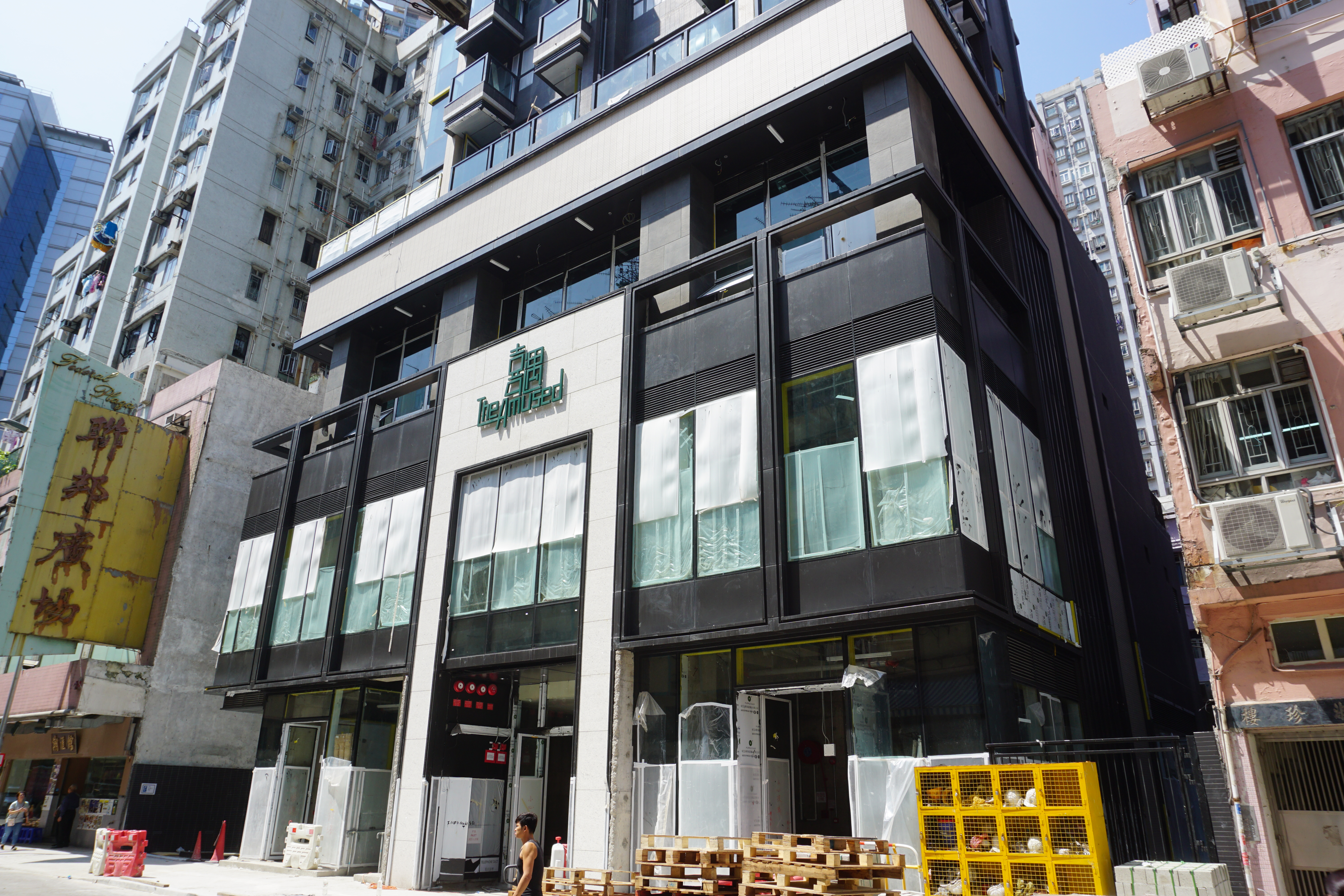
基座

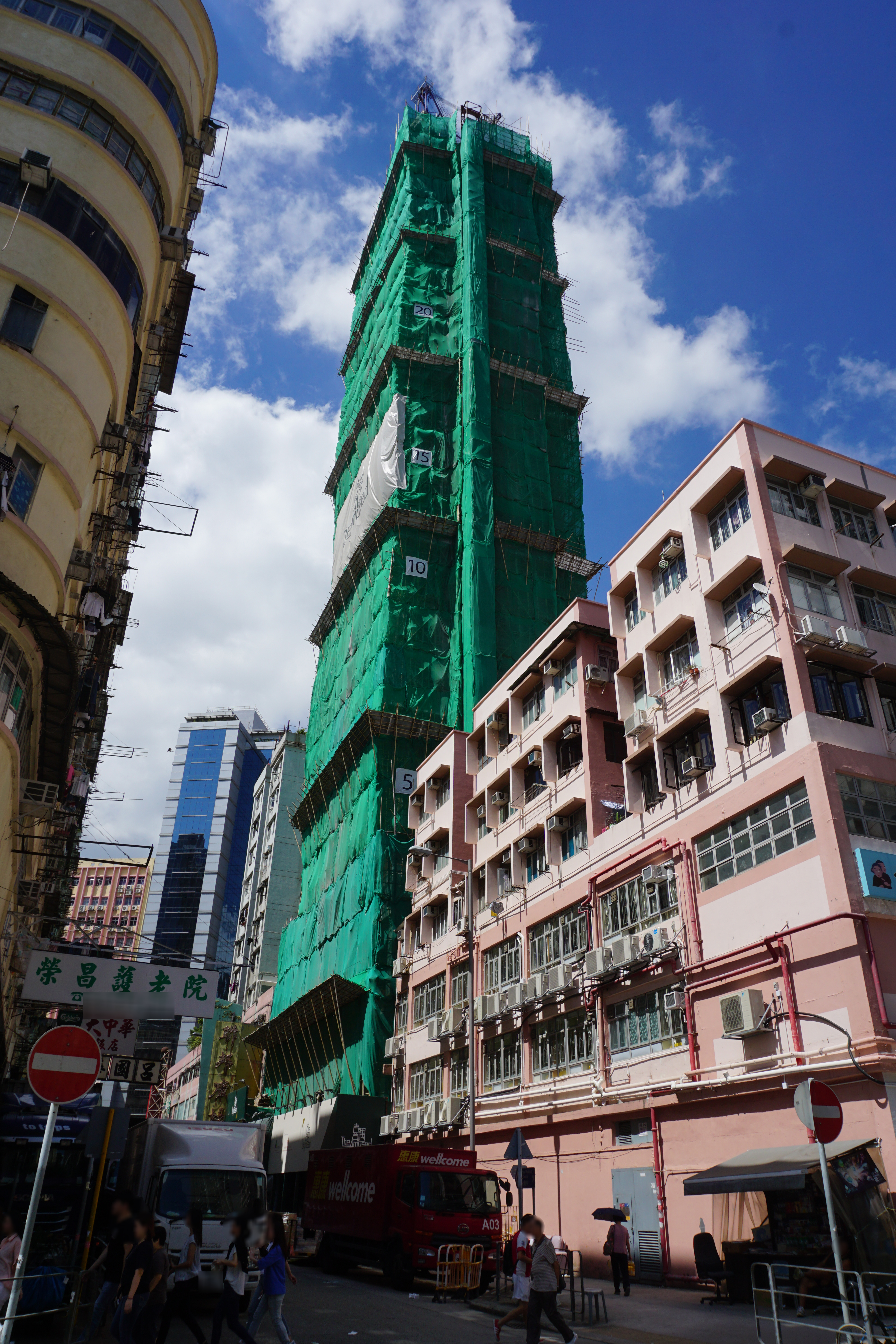
建造中（2017年9月）

喜遇（The Amused），是位於香港九龍長沙灣福榮街的單幢住宅，樓高共26層，由市建局和英皇集團發展，於2018年12月入伙。

## 歷史
喜遇 前身為6幢建於1956年位於「福榮街532-542號」4層高的唐樓，地盤面積約596平方米，2011年3月市區重建局按照第9個已批核的周年業務計劃，宣布根據新《市區重建策略》指引啟動馬頭角北帝街及新山道和這重建項目，即日進行凍結人口調查，當時估計物業收購開支約為1億8千萬元，興建約90個住宅單位。
2012年4月，其決定向32個業權業主發出收購建議，以相等於一個樓齡假設為7年的單位市值作出收購，即為每平方呎實用面積8,398港元，涉及約110 戶家庭及9個商戶。
2014年12月市建局邀請有興趣參與的發展商提交合作發展意向書，當時市場估計項目市值最多約2.49億港元，最終共收到27份意向書。2015年1月其邀請26家發展商入標競投，合作發展項目，至3月收到13份標書，同月宣怖決定與英皇集團合作發展，當時表示將會興建92伙細單位，而市建局規定如售樓收入達6.6億元須分紅，每滿3500萬元便作不同比例分紅，當時市場估計總投資額為5.2億元，日後售價將達呎價1.3萬元。
2015年11月，屋宇署批出一幢26層高商住大廈，涉及住宅樓面4.8萬平方呎及非住宅樓面6,013平方呎。

## 簡介
喜遇 共設26層（不設4樓、13樓、14樓及24樓），除於3至29樓提供136伙實用面積介乎264方呎至410方呎的開放式至2房住宅單位外，其餘樓層分別設有
- 地下：住宅入口大堂、商舖、停車場（1個訪客停車位、1個訪客暢通易達停車位、1個上落貨車位及1個電單車停車位）
- 1樓：商舖（加上地下共設兩個舖位，涉5000方呎）
- 2樓：住客康樂設施（包括健身室、露天園林及燒烤區，共涉845方呎）[11]

發展商於2017年8月末公布2張價單，並於一開售即推出全數136伙，折實介乎每呎1.39萬至2.34萬港元，全盤以1房戶最多，佔逾九成，其中項目不會以大手優先形式發售，規定1客限入1票，1票只能選購1伙，項目開售前接獲超額5.16倍約838張入票，9月6日進行首輪發售，至晚上11時有132伙獲得認購，但4伙極高層兩房單位則無人問津。而示範單位設於灣仔英皇集團中心。另外發展商用上同集團藝人洪卓立及其女友湯怡以宣傳物業，出席記者會並為樓盤錄製電台廣告。

## 鄰近
- 聯邦廣場
- One New York
- 明愛醫院
- 長沙灣天主教英文中學
- 長沙灣體育館
- 麗新商業中心
- 富華廣場
- 喜盈
- 喜漾
- 喜薈

## 外部連結
- 喜遇 官方網頁（页面存档备份，存于）